# Gnoerichia buettneri
Gnoerichia buettneri är en spindelart som beskrevs av Friedrich Dahl 1907. 
Gnoerichia buettneri ingår i släktet Gnoerichia och familjen krabbspindlar. Artens utbredningsområde är Kamerun. Inga underarter finns listade i Catalogue of Life.